# Raymond A. Hare
Raymond Arthur Hare (* 3. April 1901 in Martinsburg, West Virginia; † 9. Februar 1994 in Washington, D.C.) war ein US-amerikanischer Diplomat, der unter anderem zwischen 1961 und 1965 Botschafter in der Türkei sowie von 1965 bis 1966 Assistant Secretary of State for Near Eastern and South Asian Affairs war.

## Leben

### Studium und Eintritt in den Diplomatischen Dienst
Raymond Arthur Hare wuchs in Boothbay Harbor auf und begann nach dem Schulbesuch ein grundständiges Studium am Grinnell College, das er 1924 mit einem Bachelor of Arts (B.A.) beendete. Er war Mitglied von Phi Beta Kappa, der ältesten 1776 gegründeten Honor Society der USA. Im Anschluss war er zwischen 1924 und 1927 als Lehrer am Robert College in Konstantinopel tätig und danach von 1926 bis 1927 Mitarbeiter der Amerikanischen Handelskammer für die Levante. Danach trat er in den diplomatischen Dienst des Außenministeriums ein und war zwischen 1927 und 1929 Vizekonsul in Konstantinopel. Nachdem er von 1929 bis 1931 Gelehrter für die arabische Sprache an der École des Langues Orientales Vivantes in Paris war, fungierte er 1931 für kurze Zeit als Sekretär des diplomatischen Dienstes sowie Vizekonsul in Kairo. Daraufhin fand er von 1931 bis 1932 Verwendung als Vizekonsul und Sprachen-Referent an der Botschaft in Frankreich sowie zwischen 1932 und 1933 als Vizekonsul in Beirut.
Danach wurde Hare 1933 an der Gesandtschaft im Iran eingesetzt und dort zunächst Dritter Sekretär sowie Vizekonsul, ehe er zwischen 1935 und 1939 Konsul war. Anschließend war er zwischen 1939 und 1944 Zweiter Sekretär an der Gesandtschaft in Ägypten sowie zugleich von 1940 bis 1944 an der Gesandtschaft in Saudi-Arabien. 1944 wechselte er an die Botschaft ins Vereinigte Königreich, wo er bis 1946 Erster Sekretär und Konsul war. Nachdem er zwischen 1946 und 1947 ans National War College (NWC) in Fort Lesley J. McNair in Washington, D.C. abgeordnet war, fungierte er im Außenministerium zwischen 1947 und 1948 als Leiter des Referats für Südasien (Chief, Division of South Asian Affairs). Im Anschluss war er von 1948 bis 1949 stellvertretender Leiter der Unterabteilung Naher Osten und Afrika (Deputy Director, Office of Near East and African Affairs) sowie zwischen 1949 und 1950 als stellvertretender Leiter der Unterabteilung Naher Osten, Südasien und Afrika (Deputy Assistant Secretary for Near East, South Asian & African Affairs).

### Botschafter
Am 20. September 1950 wurde Raymond A. Hare zum Botschafter der Vereinigten Staaten in Saudi-Arabien ernannt und übergab dort am 24. Oktober 1950 als Nachfolger von J. Rives Childs sein Akkreditierungsschreiben. Er verblieb auf diesem Posten bis zum 8. Juli 1953 und wurde daraufhin von George Wadsworth abgelöst. Er war als solcher zugleich seit dem 22. Juli 1951 auch als Botschafter im Königreich Jemen akkreditiert. Er selbst wurde am 28. Juli 1953 Botschafter der Vereinigten Staaten im Libanon und überreichte am 29. September 1953 sein Beglaubigungsschreiben als Nachfolger von Harold B. Minor. Diesen Posten hatte er bis zum 1. Oktober 1954 inne und wurde danach von Donald R. Heath abgelöst. Nach seiner Rückkehr war er als Nachfolger von Gerald A. Drew vom 19. Oktober 1954 bis zu seiner Ablösung durch Joseph C. Satterthwaite am 29. August 1956 Generaldirektor des United States Foreign Service.
Am 10. März 1958 wurde Raymond Hare zum Botschafter in Ägypten ernannt und überreichte als Nachfolger von Henry A. Byroade am 25. September 1956 seine Beglaubigungsschreiben. Er verblieb in dieser Funktion bis zum 18. Dezember 1959, woraufhin Frederick Reinhardt seine Nachfolge antrat. Er war zugleich ab dem 19. März 1958 bis zum 18. Dezember 1959 auch Botschafter der Vereinigten Staaten in der Vereinigten Arabischen Republik. Darüber hinaus wurde er am 16. Februar 1959 in Personalunion abermals zum nicht residierenden Botschafter im Königreich Jemen berufen, wo er am 11. März 1959 sein Beglaubigungsschreiben überreichte. Während seiner Amtszeit wurde am 16. März 1959 die Vertretung in Taizz eröffnet mit Charles B. Ferguson als kommissarischen Geschäftsträger. Er verblieb auch auf diesem Posten bis zum 18. Dezember 1959, woraufhin seine Ablösung durch Frederick Reinhardt erfolgte.

### Deputy Under Secretary und Assistant Secretary of State
Am 21. Januar 1960 wurde Raymond A. Hare im Außenministerium zum Stellvertretenden Unterstaatssekretär für Politische Angelegenheiten (Deputy Under Secretary of State for Political Affairs) ernannt und bekleidete das Amt bis zum 5. März 1961. In dieser Zeit wurde ihm am 24. Juni 1960 der Titel Career Ambassador verliehen, der höchste Rang im diplomatischen Dienst.
Danach wurde er am 24. Februar 1961 zum Botschafter der Vereinigten Staaten in der Türkei ernannt und übergab am 5. April 1961 als Nachfolger von Fletcher Warren seine Akkreditierung. Er bekleidete diese Funktion bis zum 27. August 1965 und wurde danach von Parker T. Hart abgelöst. Zuletzt wurde er am 11. September 1965 als Nachfolger von Phillips Talbot zum Assistant Secretary of State for Near Eastern and South Asian Affairs ernannt und war damit bis zum 30. November 1966 Leiter der Unterabteilung für den Nahen Osten und Südasien im Außenministerium. Sein dortiger Nachfolger wurde am 5. April 1967 Lucius D. Battle.
Nach seinem Ausscheiden aus dem diplomatischen Dienst war Hare von 1966 bis 1969 noch Präsident des Middle East Institute, einer in Washington, D.C., ansässigen Denkfabrik. Sein Sohn Paul Julian Hare war ebenfalls Diplomat und unter anderem zwischen 1985 und 1988 Botschafter der Vereinigten Staaten in Sambia. Raymond A. Hare verstarb am 9. Februar 1994 an den Folgen einer Lungenentzündung.